# I. zona nogometnog Centra Varaždin 1948./49.
I. zona Centra Varaždin (također i (I. zona prvenstva NR Hrvatske)  u sezoni 1948./49. je predstavljalo ligu četvrtog stupnja nogometnog prvenstva Jugoslavije i dugog na području Hrvatske. 

Sudjelovalo je šest klubova, a prvak je bila "Sloboda" iz Varaždina, koja se dalje plasirala u kvalifikacije za Hrvatsku ligu.

## Ljestvica
| mj. | klub                | ut. | pob. | ner. | por. | gol+ | gol- | bod |
| --- | ------------------- | --- | ---- | ---- | ---- | ---- | ---- | --- |
| 1.  | Sloboda Varaždin    | 10  | 10   | 0    | 0    | 36   | 5    | 20  |
| 2.  | Slaven Koprivnica   | 10  | 6    | 1    | 3    | 25   | 10   | 13  |
| 3.  | Jedinstvo Čakovec   | 10  | 5    | 1    | 4    | 25   | 12   | 11  |
| 4.  | Kalnik Križevci     | 10  | 3    | 0    | 7    | 20   | 40   | 6   |
| 5.  | Tekstilac Oroslavje | 10  | 2    | 1    | 7    | 18   | 31   | 5   |
| 6.  | Mladost Zabok       | 10  | 2    | 1    | 7    | 15   | 45   | 5   |

## Rezultatska križaljka
| kratica | klub                | JED | KAL | MLA | SLA | SLO | TEK |
| --- | ------------------- | --- | --- | --- | --- | --- | --- |
| JED | Jedinstvo Čakovec   |     |     |     |     |     |     |
| KAL | Kalnik Križevci     |     |     |     |     |     |     |
| MLA | Mladost Zabok       |     |     |     |     |     |     |
| SLA | Slaven Koprivnica   |     |     |     |     |     |     |
| SLO | Sloboda Varaždin    |     |     |     |     |     |     |
| TEK | Tekstilac Oroslavje |     |     |     |     |     |     |
| |                     |     |     |     |     |     |     |
| podebljan rezultat - utakmice od 1. do 5. kola (1. utakmica između klubova) rezultat normalne debljine - utakmice od 6. do 10. kola (2. utakmica između klubova) rezultat nakošen - nije vidljiv redoslijed odigravanja međusobnih utakmica iz dostupnih izvora rezultat nakošen i smanjen * - iz dostupnih izvora nije uočljiv domaćin susreta prekrižen rezultat - poništena ili brisana utakmica p - utakmica prekinuta 3:0 p.f. / 0:3 p.f. - rezultat 3:0 bez borbe |                     |     |     |     |     |     |     |